# Fatherland (film)
Pour l’article homonyme, voir Fatherland.
Pour plus de détails, voir Fiche technique et Distribution.
Fatherland est un film britannique réalisé par Ken Loach, sorti en 1986.

## Synopsis
Klauss Dritteman est un chanteur subversif de RDA. Les autorités, qui ne le supportent plus, le poussent à passer à l’Ouest. Avant de partir, Klaus reçoit la clé d’un coffre-fort, dans lequel son père a déposé des papiers personnels. Arrivé en RFA, il est accueilli par une maison de disques. Mais il est aussi critique envers le capitalisme que le socialisme. Il découvre les papiers de son père et part à sa recherche. Il est aidé par Emma, une journaliste française.

## Fiche technique
- Titre : Fatherland
- Réalisation : Ken Loach
- Scénario : Trevor Griffiths
- Production : Raymond Day, Fritz Buttenstedt, Catherine Lapoujade, Irving Teitelbaum et Ingrid Windisch
- Musique : Christian Kunert et Gerulf Pannach
- Photographie : Chris Menges
- Costumes : Antje Petersen
- Pays d'origine : Royaume-Uni
- Format : Couleurs - Mono
- Genre : Drame
- Durée : 111 minutes
- Date de sortie : 1986

## Distribution
- Gerulf Pannach : Klaus Dittemann
- Fabienne Babe : Emma de Baen
- Cristine Rose : Lucy Bernstein
- Sigfrit Steiner : Drittemann (James Dryden)
- Robert Dietl : Avocat
- Heike Schroetter : Marita
- Stephan Samuel : Max
- Bernard Bloch : Journaliste